# کمان ای

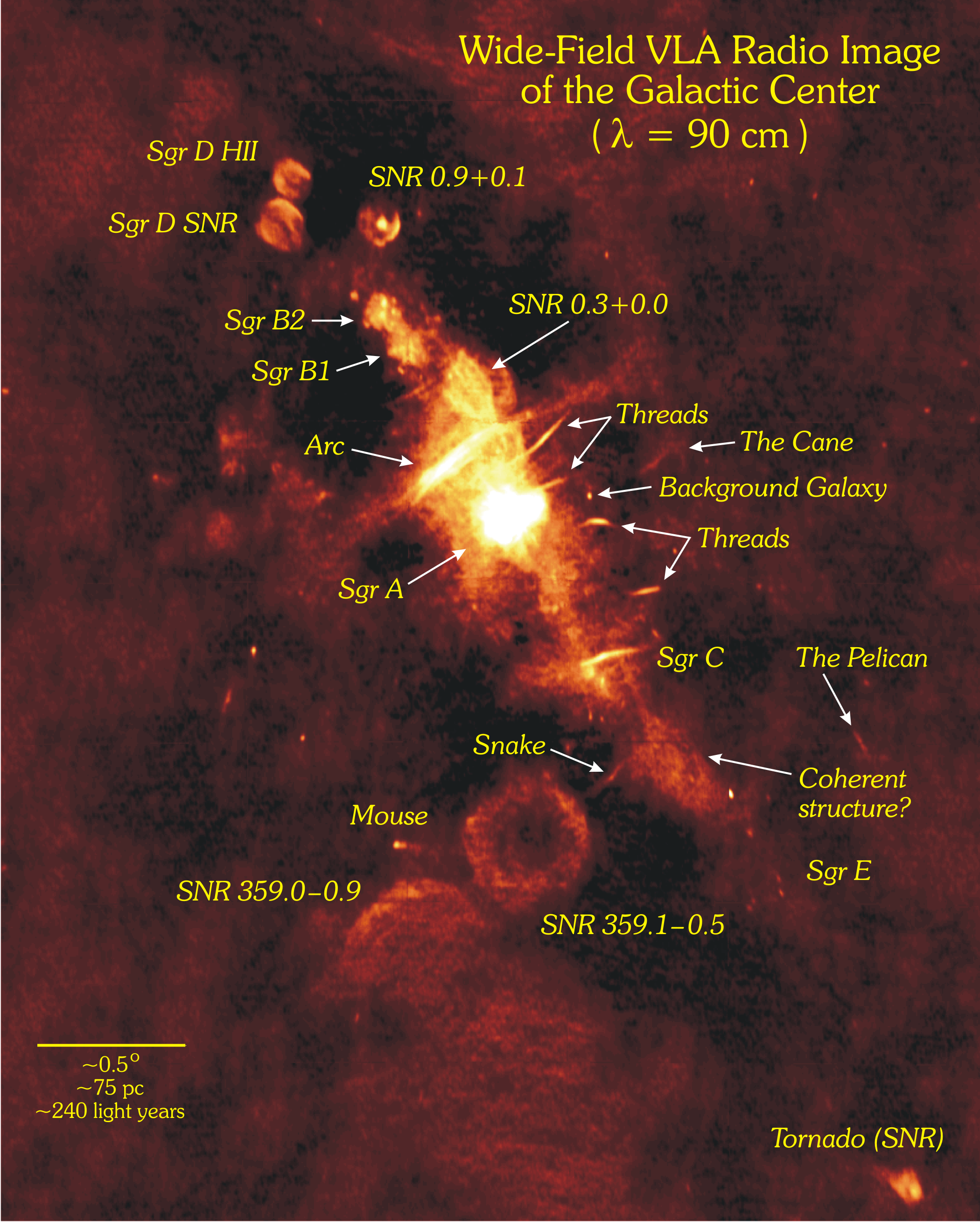
کمان اِی (Sgr A) و پیرامون آن در طول موج ۹۰ سانتی‌متر آنگونه که توسط آرایه بسیار بزرگ دیده می‌شود

کمان اِی (انگلیسی: Sagittarius A) (یا Sgr A) یک منبع رادیویی پیچیده در مرکز کهکشان راه شیری است که حاوی یک سیاه‌چاله کلان‌جرم است. این منبع در صورت فلکی قوس واقع شده است و در طول موج‌های طیف مرئی توسط ابرهای بزرگی از غبار کیهانی در بازوهای مارپیچی کهکشان راه شیری از دید پنهان شده است.
این منبع از سه جزء تشکیل شده است: باقیمانده ابرنواختر کمان A شرق، ساختار مارپیچی Sagittarius A West، و یک منبع رادیویی فشرده بسیار درخشان در مرکز مارپیچ، Sagittarius A*. این سه با هم همپوشانی دارند: قوس A شرق بزرگ‌ترین است، غرب خارج از مرکز در شرق به نظر می‌رسد، و A * در مرکز غرب است.